# Constantin Schmid
Constantin Schmid (Bad Aibling, 27 novembre 1999) è un saltatore con gli sci tedesco.

## Biografia
Schmid, attivo in gare FIS dal luglio del 2013, in Coppa del Mondo ha esordito il 30 dicembre 2016 a Oberstdorf (47º), ha ottenuto il primo podio il 16 marzo 2019 a Vikersund (2º) e la prima vittoria il 25 gennaio 2020 a Zakopane. Ai Mondiali di volo di Planica 2020 ha vinto la medaglia d'argento nella gara a squadre e si è classificato 14º nella gara individuale, mentre ai Mondiali di Oberstdorf 2021 si è classificato 23º nel trampolino normale. Ai XXIV Giochi olimpici invernali di Pechino 2022, suo esordio olimpico, ha vinto la medaglia di bronzo nella gara a squadre e si è classificato 11º nel trampolino normale, 14º nel trampolino lungo e 9º nella gara a squadre mista; ai successivi Mondiali di volo di Vikersund 2022 si è piazzato 17º nella gara individuale. Ai Mondiali di Planica 2023 è stato 7º nel trampolino normale, 17º nel trampolino lungo e 5º nella gara a squadre.

## Palmarès

### Olimpiadi
- 1 medaglia:
  - 1 bronzo (gara a squadre a Pechino 2022)

### Mondiali di volo
- 1 medaglia:
  - 1 argento (gara a squadre a Planica 2020)

### Mondiali juniores
- 7 medaglie:
  - 2 ori (gara a squadre a Kandersteg/Goms 2018; gara a squadre a Lahti 2019)
  - 3 argenti (gara a squadre, gara a squadre mista a Park City 2017; trampolino normale a Kandersteg/Goms 2018)
  - 2 bronzi (trampolino normale a Park City 2017; gara a squadre mista a Lahti 2019)

### Coppa del Mondo
- Miglior piazzamento in classifica generale: 16º nel 2020
- 10 podi (1 individuale, 9 a squadre):
  - 3 vittorie (a squadre)
  - 4 secondi posti (a squadre)
  - 3 terzi posti (1 individuale, 2 a squadre)

#### Coppa del Mondo - vittorie
| Data             | Località | Nazione   | Trampolino                                                                  |
| ---------------- | -------- | --------- | --------------------------------------------------------------------------- |
| 25 gennaio 2020  | Zakopane | Polonia   | Wielka Krokiew HS140 (con Markus Eisenbichler, Stephan Leyhe e Karl Geiger) |
| 29 febbraio 2020 | Lahti    | Finlandia | Salpausselkä HS130 (con Pius Paschke, Stephan Leyhe e Karl Geiger)          |
| 28 marzo 2021    | Planica  | Slovenia  | Letalnica HS240 (con Pius Paschke, Markus Eisenbichler e Karl Geiger)       |